# Чабан Тарас Іванович
Чабан Тарас Іванович (нар. 25 квітня 1966, м. Краматорськ, Донецька область) — лікар кардіолог, доктор медичних наук, професор. Голова Всеукраїнської громадської організації «Українська серцева фундація», Київ.

## Життєпис
В 16 років вступає до Донецького медичного інституту.
В 1988 році закінчує його з відзнакою. З 1988 по 1990 рік навчався в клінічній ординатурі з кардіології на кафедрі внутрішніх хвороб Донецького медичного інституту.
З 1990 року по 1991 рік працював лікарем анестезіологом-реаніматологом блоку інтенсивної терапії інфарктного відділення лікарні швидкої допомоги м. Донецька
З 1991 по 1996 рік працював асистентом кафедри внутрішніх хвороб Донецького медичного інституту
З 1996 по 1999 рік навчався в докторантурі відділення серцевої недостатності НДІ кардіології ім. М. Д. Стражеска 
З 2000 по 2003 рік — доцент кафедри внутрішніх хвороб Київського медичного університету УАНМ.
З 2003 по теперішній час — професор, завідувач кафедри внутрішніх хвороб ПВНЗ «Київський медичний університет УАНМ».

## Наукові твори
Написав більше сотні наукових статей. У тому числі:
- Кандидатська дисертація на тему «Вегетативна регуляція серцево-судинної системи у хворих гострим інфарктом міокарда та можливості диференційованої терапії»
- Докторська дисертація на тему «Стан вегетативної регуляції при хронічній серцевій недостатності: патогенетична роль, значення для діагностики і терапії».

Основні направлення лікувальної діяльності: Лікування важких хворих з терапевтичною та серцево-судинною патологією, профілактика серцево-судинних захворювань.
Широко пропагує серед населення необхідність впровадження здорового способу життя як засіб профілактики хвороб і в першу чергу серцево-судинних. З цього часу з'являється його найбільш вживане висловлювання: «Попередити завжди значно легше і результативніше, ніж долати наслідки серцево-судинних катастроф».
Провів сотні лекцій серед людей та виступів по телебаченню і радіо, пропагуючи профілактичні направлення у лікуванні серцево-судинних хвороб.